# Andreas Lorck
Andreas Lorck, auch Lorichs, Lorichius, (* um 1530 in Flensburg; † Oktober 1584 in Stockholm) war ein deutscher Diplomat und Abenteurer.

## Kindheit und Jugend
Andreas Lorck stammte aus der Familie Lorck. Er war ein Sohn des Flensburger Stadtvogtes Thomas Lorck († 1531) und dessen Ehefrau Christine, die nach dem 29. April 1542 starb. Ihr Vater war Andreas Brodersen aus Klixbüll. Er hatte mehrere Geschwister, darunter den Kaufmann Balthasar (um 1520–1589), den Maler und Kupferstecher Melchior und die Schwester Anna († 1600), die als vollgeschäftsfähige Kauffrau und ab 1564 als königliche Zolleinnehmerin arbeitete. Andreas Lorck selbst blieb unverheiratet.
Als Jugendlicher diente Lorck im Heer Karls V. Später stand er in französischen Diensten und beteiligte sich 1555 an Feldzügen in Italien und den Niederlanden. Anfang 1558 befand er sich als Gesandter des Königs Henri II. von Frankreich in Lübeck. Hier musste wegen mehrerer Schuldforderungen vor Gericht erscheinen. 

## In dänischen Diensten
Wohl um 1561 trat Lorck in den Dienst des dänischen Königs Friedrich II. Er selbst sagte, dass er erst 1563 gemeinsam mit 30.000 Kämpfern aus der Gascogne nach Dänemark entsandt worden sei, was jedoch sehr unwahrscheinlich ist, da er bereits in diesem Jahr unterschiedliche diplomatische und militärische Aufträge für den dänischen König übernahm. So nahm er schon zu Beginn des 1563 begonnenen Dreikronenkrieges an Friedensverhandlungen in Rostock teil und besuchte als Gesandter Dresden und Braunschweig. Im Februar 1564 wurde er zusammen mit seinen Brüdern Melchior, Caspar und Balthasar von Kaiser Maximilian II. in den Adelsstand erhoben. Bei einem erneuten Aufenthalt in Rostock wurde er im Mai 1564 „ehrenhalber“ immatrikuliert.  Danach besuchte er im selben Jahr Pommern. Er selbst berichtete, dass er 1565 mit einer Gesandtschaft des Kaisers nach Schweden gereist sei. Der Korrespondenz mit Friedrich II. von Dänemark ist zu entnehmen, dass ihn der König Ende 1565 in die Gascogne entsandte, wo er Soldaten anwerben sollte.
Im Januar 1566 hielt sich Lorck in Brüssel auf, im April gab er in Kopenhagen einen Brief an den dänischen König auf und bat um Auszahlung seiner Guthaben. Dem König gefiel diese Anfrage und die Absicht, von dem Krieg selbst profitieren zu wollen, offensichtlich nicht, sodass Lorck wenig später offensichtlich die Gunst des Königs verlor. Im Oktober desselben Jahres hielt sich Lorck in Flensburg auf. Von dort schrieb er dem König einen Brief und stellte umfangreich dar, wie man Stockholm belagern und seeseitig einnehmen könne. Die Antwort war offensichtlich nicht befriedigend. Wenig später trat Lorck in schwedische Dienste.

## In schwedischen Diensten
Der schwedische König Erik XIV. misstraute Lorck und ließ ihn beschatten. Der auf Erik folgende Johann III. brachte Lorck dagegen Wohlwollen entgegen. 1569 wurde er Hofjunker und Sekretär der lateinischen Korrespondenz. Nach dem Frieden von Stettin, der 1570 den Dreikronenkrieg beendete, war er als ständiger schwedischer Gesandter in Polen-Litauen tätig. Da Johann III. den polnischen Thron nach dem Tod des letzten Jagiellonen Sigismund II. August für seine Familie sichern wollte, die Union von Lublin aber eine Wahlmonarchie begründet hatte, stellte sich Lorcks Aufgabe als kompliziert dar. Im Rahmen seiner Aufgaben als Diplomat versuchte er immer, selbst wirtschaftlich zu profitieren und sich am dänischen König zu rächen.
1574 bat Lorck den päpstlichen Nuntius in Polen, ihm bei einer von selbstgeplanten Einnahme Dänemarks zu helfen. 1578 machte er diesen Vorschlag erneut zusammen mit einem Bündnis von Polen, Schweden und Spanien. Während dieser Zeit konvertierte er möglicherweise vom evangelischen zum katholischen Glauben, wofür jedoch sichere Belege fehlen. Lorck baute seine Pläne zur Einnahme Dänemarks schrittweise aus und überlegte, dass auch Portugal dem Bündnis beitreten könne. Er bot an, als Admiral eine heilige Liga anzuführen, die das Vorhaben umsetzen sollte. Als Lohn sollte er einen Teil Dänemarks bekommen. Er wollte einen Ritterorden nach dem Vorbild des Malteserordens schaffen und als dessen Großmeister Ketzer und Piraten aus dem nordischen Meer vertreiben. Als Güter und Schiffe von Lorck durch die Städte Lübeck und Danzig beschlagnahmt wurden, suchte Lorck Unterstützung seiner Forderungen gegen die Städte beim päpstlichen Nuntius in Polen, Cagliari. 1579 verhandelte Lorck in den Niederlanden mit dem Statthalter Alexander Farnese über ein Bündnis von Spaniern und Schweden. Anschließend reiste er nach Rom, wo er dem Papst seine Pläne vorstellen wollte. Die Kurie äußerte sich jedoch nicht eindeutig. Um sicherzustellen, dass sich Lorck für katholische Interessen des Nordens einsetzte, erhielt er jedoch mehrere Empfehlungsschreiben.
Im Juli 1579 begegnete Lorck in Braunsberg dem päpstlichen Gesandten Antonio Possevino. Beide zogen gemeinsam nach Schweden, wo die katholische Mission jedoch erfolglos blieb. 1580 ging er erneut nach Polen. Da er offensichtlich nicht zufrieden mit den Einkünften aus Tätigkeiten für die Schweden war, beschäftigte er sich danach mit anderen Dingen. Er konzentrierte sich auf die Stadt Narwa, die seit 1558 von Russen besetzt war. Lorck bat im Frühjahr 1581 Friedrich III. erfolglos um Geld und Schiffe für einen Krieg gegen die Polen. Daraufhin fand er deutsche Landsknechte und schloss mit mehreren Kaperkapitänen ein Bündnis, das Narwa einnehmen sollte. Mit den von ihm angeworbenen Personen stellte er sich in den Dienst des Königs von Polen. Das Vorhaben misslang, vielleicht, da er die von ihm verpflichteten Personen nicht bezahlen konnte. Diese wandten sich an Pontus De la Gardie und nahmen mit ihm die Stadt ein. Lorck hingegen floh über Reval nach Danzig.

## Hinrichtung
1583 besuchte Lorck die englischen, französischen und spanischen Höfe, den Papst und den Kaiser, bei denen er wenig erfolgreich für seine weitreichenden Pläne warb. Dazu gehörte, den schwedischen König Johann III. durch Gustav, den Sohn des 1568 abgesetzten und 1577 verstorbenen Erik XIV., zu ersetzen. Im Sommer 1584 stellten ihm schwedische Häscher nahe Danzig erfolgreich eine Falle. Diese brachten ihn nach Schweden und verhörten ihn eingehend. Auf ein kurzes Gerichtsverfahren folgte eine Verurteilung aufgrund Verrats und die Enthauptung. Sein Schädel wurde auf dem nördlichen Haupttor der schwedischen Hauptstadt angebracht. Der Papst schrieb nach Bitten Antonio Possevinos mehrere Briefe und Fürbitten an den schwedischen König und den Kronprinzen Sigismund. Außerdem bat er seinen Nuntius, am Hof des Kaisers eine Intervention für Lorck zu erreichen. Zu diesem Zeitpunkt hatte Lorcks Hinrichtung jedoch bereits stattgefunden.